# 本位田光重
本位田 光重（ほんいでん てるしげ、1954年3月1日 - ）は、日本の経営工学・生産システム工学者。博士（工学）（大阪府立大学）。大阪工業大学工学部技術マネジメント学科・ロボット工学科元教授。日本生産管理学会・関西生産性本部元理事。日本経営工学会元評議員・関西支部支部長。関西IE協会元幹事・運営委員。経済産業省委託「産学連携製造中核人材育成事業」ものづくり改革プロ育成プログラム2007-2009実行・審査委員長。
専門は、技術マネジメント・経営工学、インダストリアルエンジニアリング(IE)・生産システム工学・管理工学、機械工学（ロボット制御システム含む）。

## 略歴
1976年大阪大学工学部産業機械工学科卒業。1978年同大学大学院工学研究科産業機械工学専攻修士課程修了。神戸製鋼所勤務後、1982年大阪府立工業高等専門学校助手、助教授を経て、1992年大阪府立大学（現：大阪公立大学）大学院にて博士（工学）の学位を取得。
1994年同大学工学部経営工学科講師。大阪府在外研究員としてアイオワ大学客員研究員を経験。1999年大阪工業大学工学部経営工学科（現：情報科学部データサイエンス学科）助教授として着任。2005年同学科教授。2006年同学部技術マネジメント学科教授。その後、同学部ロボット工学科教授・学科長を経て、2017年ロボティクス&デザイン工学部ロボット工学科教授。2021年大阪工業大学退官。
大阪工業大学（経営工学科/技術マネジメント学科・ロボット工学科）にて、20年以上の長きに渡り教鞭を執り、大阪工業大学第7代工経会会長・相談役および同大学ものづくりマネジメントセンター長も歴任し、技術マネジメントとロボット工学の融合研究・育成に貢献した。退官後は、大阪学院大学経営学部教授も務める。
主な所属学会は、日本経営工学会、日本生産管理学会、日本インダストリアル・エンジニアリング協会、関西IE協会、日本機械学会 。主な受賞は、日本インダストリアル・エンジニアリング協会(日本IE)文献賞/貢献賞(2009)。
主な著書は、現代生産管理（共著、朝倉書店2003、学術書）、経営工学の実践（共著、中央経済社2011、学術書）、生産工学- ものづくりマネジメント工学（共著、コロナ社2012、学術書）。

## 主な研究
- ペトリネットによるセル生産システムのモデル化と解析：ロボット制御システム
- セル生産を中心としたものづくりマネジメント
- クラスター分析を用いた2目的セルレイアウト設計
- 組立セルによる生産の最適化についての一考察[4]
- 双方向スケジューリングモードを考慮した資源制約付きプロジェクトスケジューリングモデル

技術マネジメント・生産システム工学の対外啓蒙活動として、大阪府中小企業家同友会2013年度新入社員研修で講師を務めている。